# Mike Zombie
William Michael Coleman (8 juli 1992), beter bekend als Mike Zombie, is een Amerikaans muziekproducent, rapper en tekstdichter uit Willingboro, New Jersey, onder contract bij Drake's OVO Sound. Hij is het meest bekend door de productie van Drake's single "Started from the Bottom". 